# Cibes Lift
Cibes Lift ist ein schwedischer Hersteller von platzsparenden Low-Speed-Liften für private und öffentliche Gebäude mit Spindelantrieb. Der Hauptsitz der Firma, welche Plattform-, Kabinen- und Treppenlifte produziert, befindet sich in Gävle. Seit Juni 2019 ist Per Lidström der CEO. Im September 2019 wurde David Harrison zum Group Marketing Director ernannt. Im Februar 2021 wurde er von Paul Bokkers abgelöst.

## Geschichte
Cibes Lift wurde 1947 durch den schwedischen Ingenieur Bertil Svedberg als Produktionsunternehmen für Lastenaufzüge gegründet. Mitte der 1960er Jahre wurden die ersten Personenaufzüge eingeführt und zu Beginn der 2000er Jahre die erste Serie von Plattformliften in einer Fabrik im Dorf Järbo entwickelt.
Im Jahr 2012 wurde Cibes Lift zur Cibes Lift Group und verlegte seinen Hauptsitz und seine Produktionsstätten nach Gävle, 200 Kilometer nördlich von Stockholm. Seitdem expandierte die Firma und verkauft mittlerweile Lifte in  50 Länder weltweit. Inzwischen beschäftigt der Konzern ca. 560 Mitarbeiter und in den letzten Jahren wurden Vertriebsbüros und Tochtergesellschaften gegründet. Das Unternehmen verfügt über ein Vertriebsnetz in 50 Ländern und hat Niederlassungen in 15 Ländern. 2018 betrug der Umsatz über eine Milliarde SEK. Die Firma war außerdem eines der ersten 24 europäischen Unternehmen, welche die europäische Plattform- und Treppenliftvereinigung (European Platform and Stairlift Association, kurz: EPSA) gründeten.
Die Cibes Lift Deutschland GmbH wurde im Herbst 2018 gegründet. Die Produktlinien des deutschen Unternehmens lassen sich in Plattformlifte und Kabinenlifte unterteilen, welche wiederum die Sparten Homelifte, Wohngebäudelifte und Lastenaufzüge abdecken.